# Otočić Čavlin
Otočić Čavlin är en ö i Kroatien.   Den ligger i länet Šibenik-Knins län, i den södra delen av landet, 230 km söder om huvudstaden Zagreb. Arean är 0,14 kvadratkilometer.
Terrängen på Otočić Čavlin är platt.